# Слободской сельсовет (Мядельский район)
Слободской сельсовет — административная единица на территории Мядельского района Минской области Беларуси. Административный центр - агрогородок Слобода.

## История
Населённые пункты Бокачи, Войтехово, Дягили, Кухальские, Крапивно, Двор Крапивно, Леонардово, Милты, Мутевщина, Ногавки, Ногавщино, Никасецк, Охобни, Пугачи, Посопово, Ромашки, Рубаники, Судники, Студеница из состава упразднённого Дягильского сельсовета переданы в состав Слободского сельсовета. 

## Состав
Слободской сельсовет включает 50 населённых пунктов:
- Бадени — деревня
- Бокачи — деревня
- Бояры — деревня
- Войтехово — деревня
- Гнездище — деревня
- Гули — деревня
- Дягили — деревня
- Жутино — деревня
- Заврутки — деревня
- Зани — деревня
- Зыково — деревня
- Ковали — деревня
- Константиново — деревня
- Кончани — деревня
- Кочаны — деревня
- Крапивно — деревня
- Красняны — деревня
- Кузьмичи — деревня
- Кухальские — деревня
- Лейцы — деревня
- Леонардово — деревня
- Ляховичи — деревня
- Милты — деревня
- Мисуны — деревня
- Мозолевщина — деревня
- Моховичи — деревня
- Мутевщина — деревня
- Некасецк — деревня
- Новоселки — деревня
- Новые Габы — деревня
- Ногавки — деревня
- Ногавщино — деревня
- Охобни — деревня
- Петрелевцы — деревня
- Петрово — деревня
- Посопово — деревня
- Пугачи — деревня
- Романовщина — деревня
- Ромашки — деревня
- Рубаники — деревня
- Славичи — деревня
- Слобода — агрогородок
- Слободка — деревня
- Старина — деревня
- Старые Габы — агрогородок
- Студеница — деревня
- Судники — деревня
- Усовщина — деревня
- Янушевка — деревня
- Яцыны — деревня

Упразднённые населённые пункты на территории сельсовета:
- Двор Крапивно — деревня

## Производственная сфера
- ОАО «Слободская заря»
- СХФ «Дягили» ОАО «Минский моторный завод»
- Слободское лесничество ГПУ "НП «Нарочанский»

## Социально-культурная сфера
- Учреждения образования: ГУО «Слободская СШ», д/с № 17 д. Константиново
- Учреждения культуры: СДК аг. Слобода, сельская библиотека аг. Слобода, СДК д. Дягили, сельская библиотека д. Дягили
- Учреждения здравоохранения: Врачебная амбулатория аг. Слобода, фельдшерско-акушерский пункт д. Дягили.

## Туризм и отдых
- База отдыха «Лесная веретейка»